# Крамоази
Крамоази (фр. Cramoisy) насеље је и општина у североисточној Француској у региону Пикардија, у департману Оаза која припада префектури Санлис.
По подацима из 2011. године у општини је живело 732 становника, а густина насељености је износила 116,19 становника/km². Општина се простире на површини од 6,3 km². Налази се на средњој надморској висини од 33 метара (максималној 127 m, а минималној 30 m).

## Демографија
| 1962. | 1968. | 1975. | 1982. | 1990. | 1999. | 2011. |
| ----- | ----- | ----- | ----- | ----- | ----- | ----- |
| 602   | 679   | 563   | 664   | 654   | 563   | 732   |

График промене броја становника у току последњих година